# Peter Berlit
Peter Berlit (* 20. November 1950 in Darmstadt) ist ein deutscher Neurologe.

## Leben und Wirken
Berlit studierte Medizin an der Christian-Albrechts-Universität zu Kiel (1969–1973) und der Philipps-Universität Marburg (1973–1976). 1976 wurde er in Marburg promoviert. Die Facharztausbildung Neurologie absolvierte er bis 1984 am Universitätsklinikum Heidelberg. Seine Habilitation erfolgte 1985.
Berlit ist seit 1989 apl. Professor der Ruprecht-Karls-Universität Heidelberg. Von 1985 bis 1992 war er Leitender Oberarzt und vorübergehend kommissarischer Leiter der Neurologischen Klinik am Universitätsklinikum Mannheim. 1990 war Berlit während einer Gastprofessur am Department of Rheumatology der University of California, San Diego tätig. Er hat zudem einen Lehrauftrag an der Universität Duisburg-Essen.
Vom 1. Mai 1992 bis Ende 2017 war er Chefarzt der Neurologischen Klinik mit Klinischer Neurophysiologie am Alfried Krupp Krankenhaus in Essen. Im Januar 2018 wurde er erster Generalsekretär der Deutschen Gesellschaft für Neurologie.
Berlit ist Autor mehrerer Lehrbücher und zahlreicher Beiträge zu Fachzeitschriften. Seine wissenschaftlichen Schwerpunkte sind Zerebrale Vaskulitiden, die Moyamoya-Erkrankung, Neuroimmunologie und der Schlaganfall beim jungen Erwachsenen.

## Veröffentlichungen (Auswahl)
Lehrbücher
- Peter Berlit (Hrsg.): Therapielexikon Neurologie: mit 110 Tabellen. Springer, Berlin 2005, ISBN 3-540-67137-4.
- Peter Berlit, Peter Sawicki, Michaela Auer-Grumbach (Hrsg.): Neurologie – innere Medizin interdisziplinär: neurologische Aspekte internistischer Erkrankungen; 104 Tabellen. Sonderausg Auflage. Thieme, Stuttgart 2007, ISBN 978-3-13-145251-1.
- Peter Berlit, Astrid Grams: Bildgebende Diagnostik in Neurologie und Neurochirurgie: Interdisziplinäre methodenorientierte Fallvorstellung. 1. Auflage. Thieme, Stuttgart 2010, ISBN 978-3-13-160831-4.
- Peter Berlit, Markus Krämer, Ralph Weber: Neurologie: Fragen und Antworten ; über 1000 Fakten für die Facharztprüfung. Springer Medizin, Berlin 2012, ISBN 978-3-642-29731-1.
- Peter Berlit: Basiswissen Neurologie: mit 61 Tabellen. In: Springer-Lehrbuch. 6., überarb. und erw.  Auflage. Springer, Berlin 2014, ISBN 978-3-642-37783-9.
- Peter Berlit: Memorix Neurologie. In: Memorix. 6., überarbeitete  Auflage. Georg Thieme Verlag, Stuttgart New York 2016, ISBN 978-3-13-140096-3.

Zeitschriftenbeiträge
- mit J. Rakicky: The Miller Fisher syndrome. Review of the literature. In: Journal of clinical neuro-ophthalmology. 12, 1992, S. 57–63, PMID 1532603
- Review: Diagnosis and treatment of cerebral vasculitis. In: Therapeutic Advances in Neurological Disorders. 3, 2010, S. 29–42 doi:10.1177/1756285609347123.
- Isolated and combined pareses of cranial nerves III, IV and VI a retrospective study of 412 patients. In: Journal of the Neurological Sciences. 103, 1991, S. 10–15, doi:10.1016/0022-510X(91)90276-D.